# Emisja dwuprotonowa
Rozpad dwuprotonowy – przemiana jądra atomowego, podczas której emitowane są jednocześnie dwa protony ze stanu podstawowego. Jest to bardzo rzadki proces jądrowy, zachodzący dla nielicznych jąder protono-nadmiarowych (zawierających więcej protonów niż neutronów). Konkurencją dla tego rozpadu jest przemiana beta plus. Należy go wyraźnie odróżnić od dwóch kolejno zachodzących emisji protonów; jest on możliwy do zaobserwowania tylko wtedy, gdy pojedynczy rozpad protonowy jest wzbroniony z powodów energetycznych.
Rozpad ten po raz pierwszy został zaobserwowany w 2001 r., przez grupę M. Pfütznera z Uniwersytetu Warszawskiego, w laboratorium GSI w Darmstadt. Badany był egzotyczny izotop żelaza – Fe-45. Obecnie znane są trzy izotopy, dla których zachodzi rozpad dwuprotonowy: Fe-45, Ni-48 i Zn-54.
Schemat rozpadu Fe-45:
{\displaystyle {}_{26}^{45}{\hbox{Fe}}\;\to \;{}_{24}^{43}{\hbox{Cr}}\;+2\ {}_{1}^{1}{\hbox{p}}}